# Pools kenteken

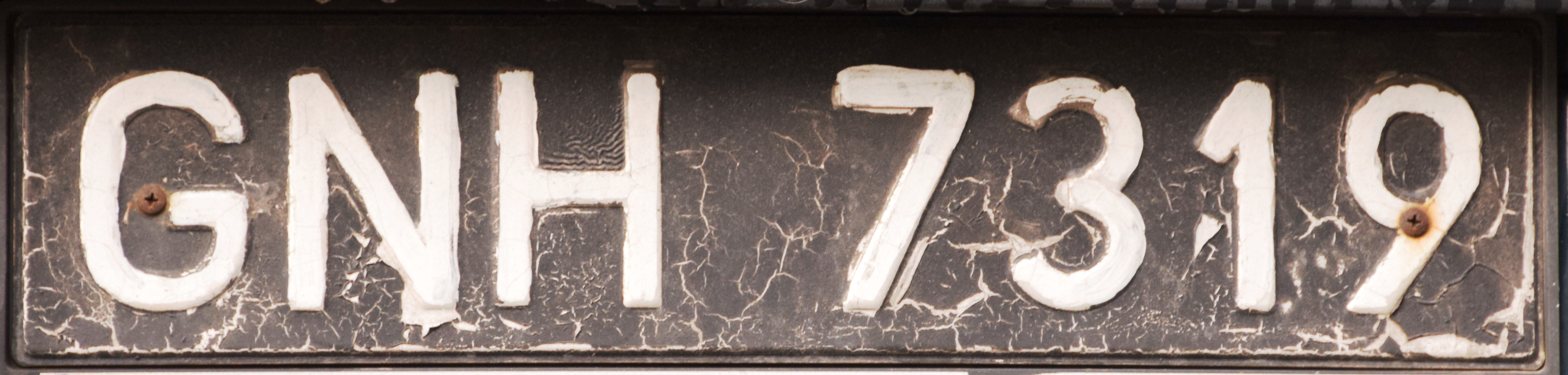
oude zwarte plaat 1976-2000

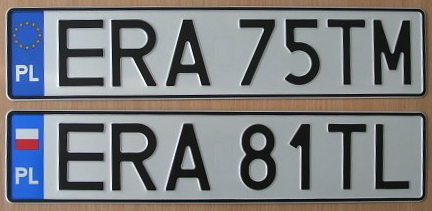
Poolse kentekens, de bovenste met EU-logo, de onderste met de Poolse vlag

Het Pools kenteken bestaat uit twee of drie letters gevolgd door 4 of 5 willekeurige letters en/of cijfers. De zwarte letter- en cijfercombinatie staat op een witte achtergrond. 
Bij Poolse kentekens staat de eerste letter voor het woiwodschap (hier E voor het woiwodschap Łódź), de volgende een of twee letters staan voor de stad of de powiat (hier RA voor Radomsko (gemeente)). 
Sinds 2 mei 2006, na de toetreding van Polen tot de Europese Unie staat aan de linkerkant van het kenteken het EU-logo met daaronder de landcode PL.

## Bijzondere kentekenplaten

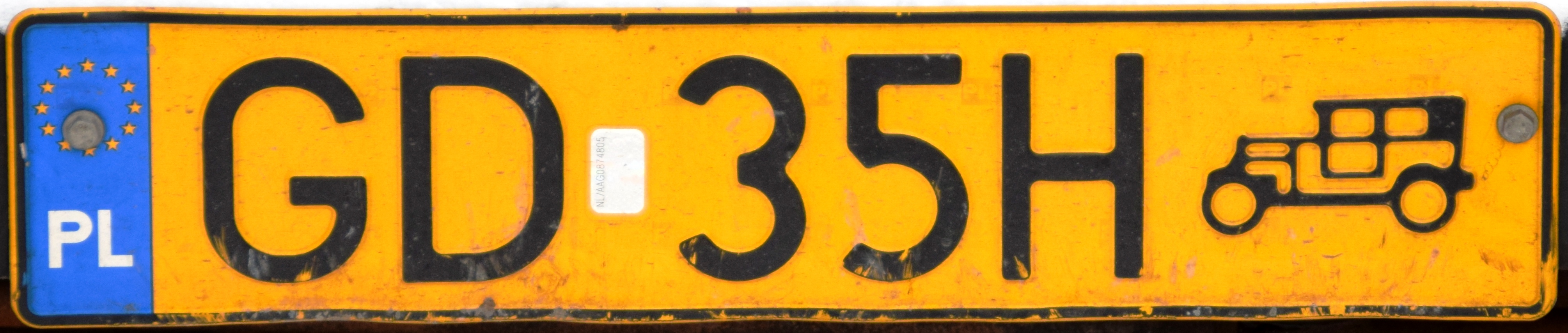
oldtimerplaat

Kentekens voor oldtimers bestaan uit zwarte letters en cijfers op een gele achtergrond met aan de rechterkant van het kenteken een afbeelding van een oldtimer.

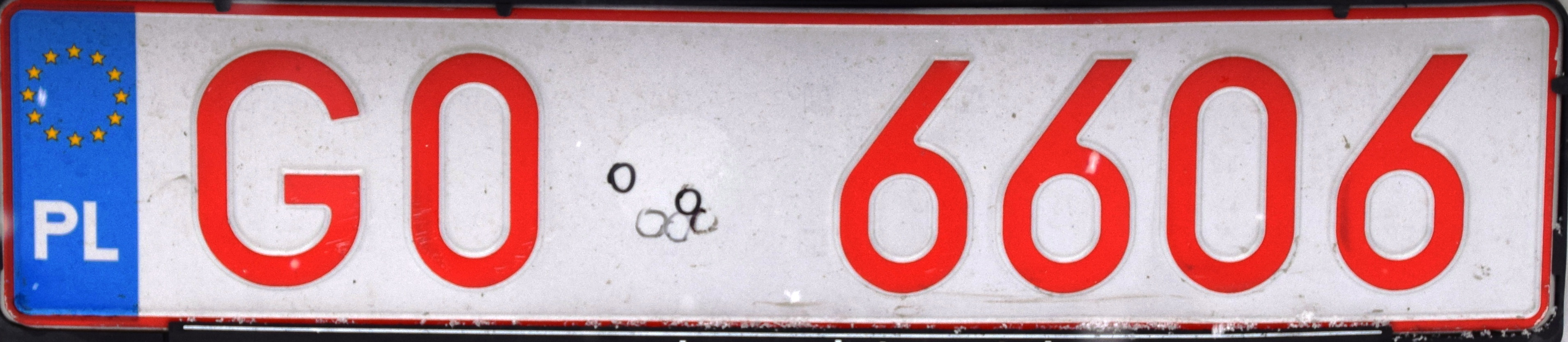
tijdelijke kentekenplaat

Tijdelijke kentekens en kentekens voor testvoertuigen bestaan uit rode letters en cijfers op een witte achtergrond. De kentekens voor testvoertuigen worden vooral gebruikt door autohandelaren, de laatste letter op dergelijke kentekens is altijd de letter B.

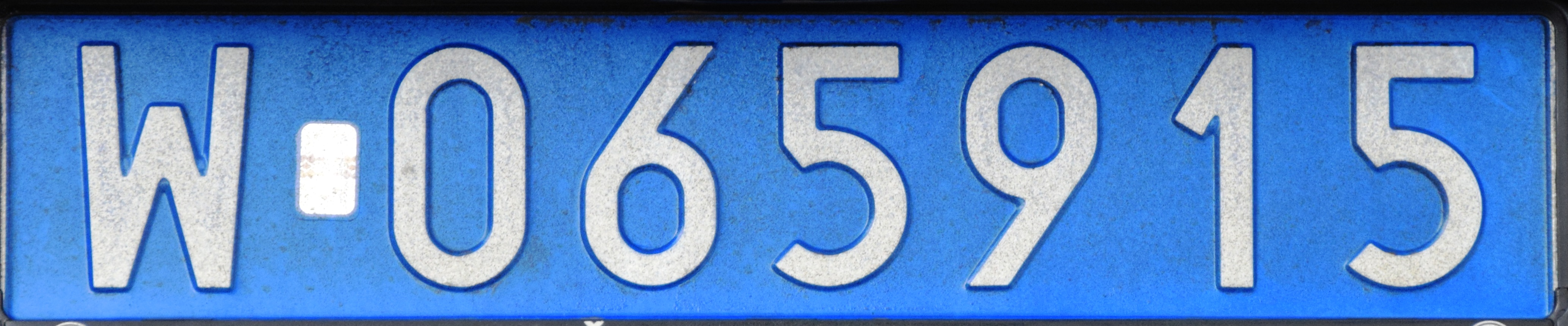
CD kentekenplaat

Voertuigen van het diplomatieke korps hebben kentekens die bestaan uit één letter en zes cijfers. De witte cijfers en letters staan op een blauwe achtergrond. De eerste drie cijfers geven het land aan van waar het voertuig afkomstig is. 

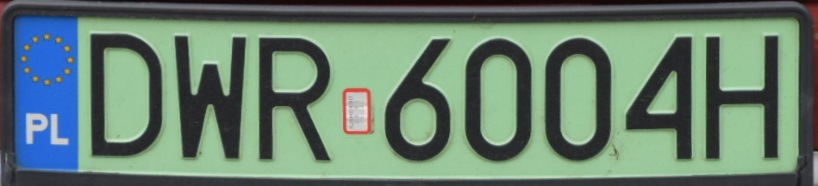
kentekenplaat elektrische auto

Elektrische voertuigen hebben een lichtgroene kentekenplaat.
Kentekens voor voertuigen die worden gebruikt door het Poolse ministerie van binnenlandse zaken beginnen met de letter H, de kentekens van de voertuigen van de Poolse politie beginnen met HP.
Kentekens van Poolse militaire voertuigen beginnen met de letter U.